# Păingeni, Mureș
Păingeni este un sat în comuna Glodeni din județul Mureș, Transilvania, România.

## Vezi și
- Biserica de lemn din Păingeni

## Galerie de imagini

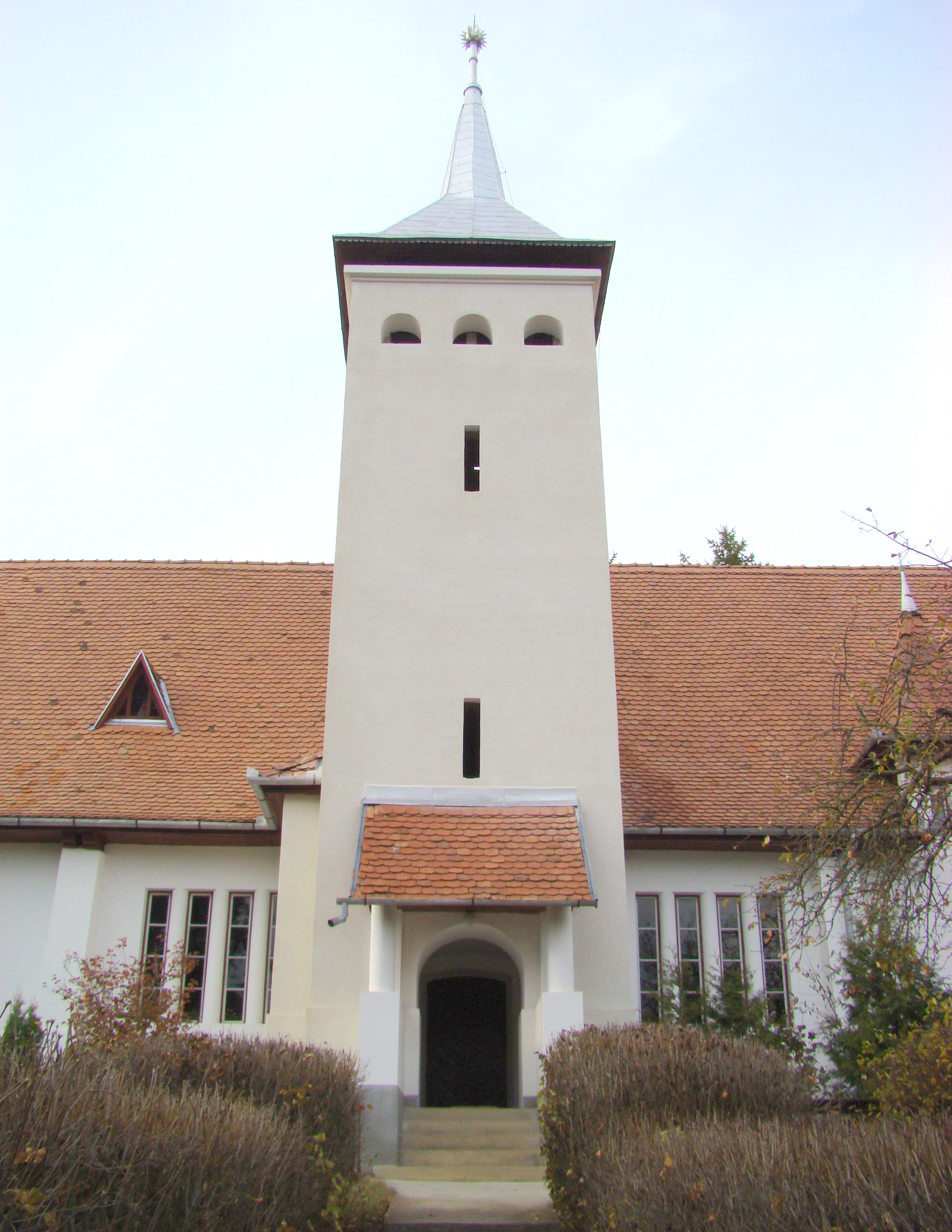
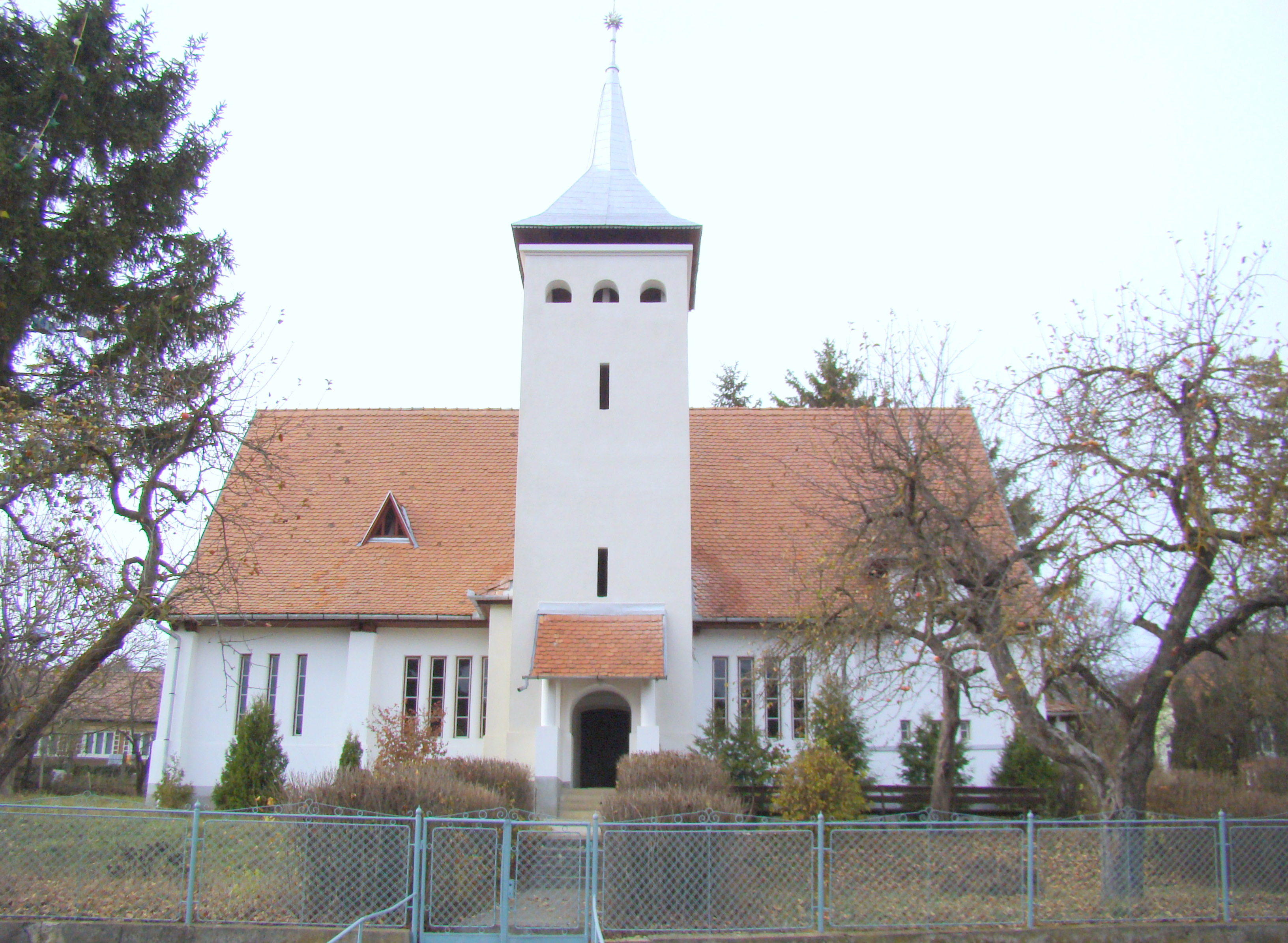
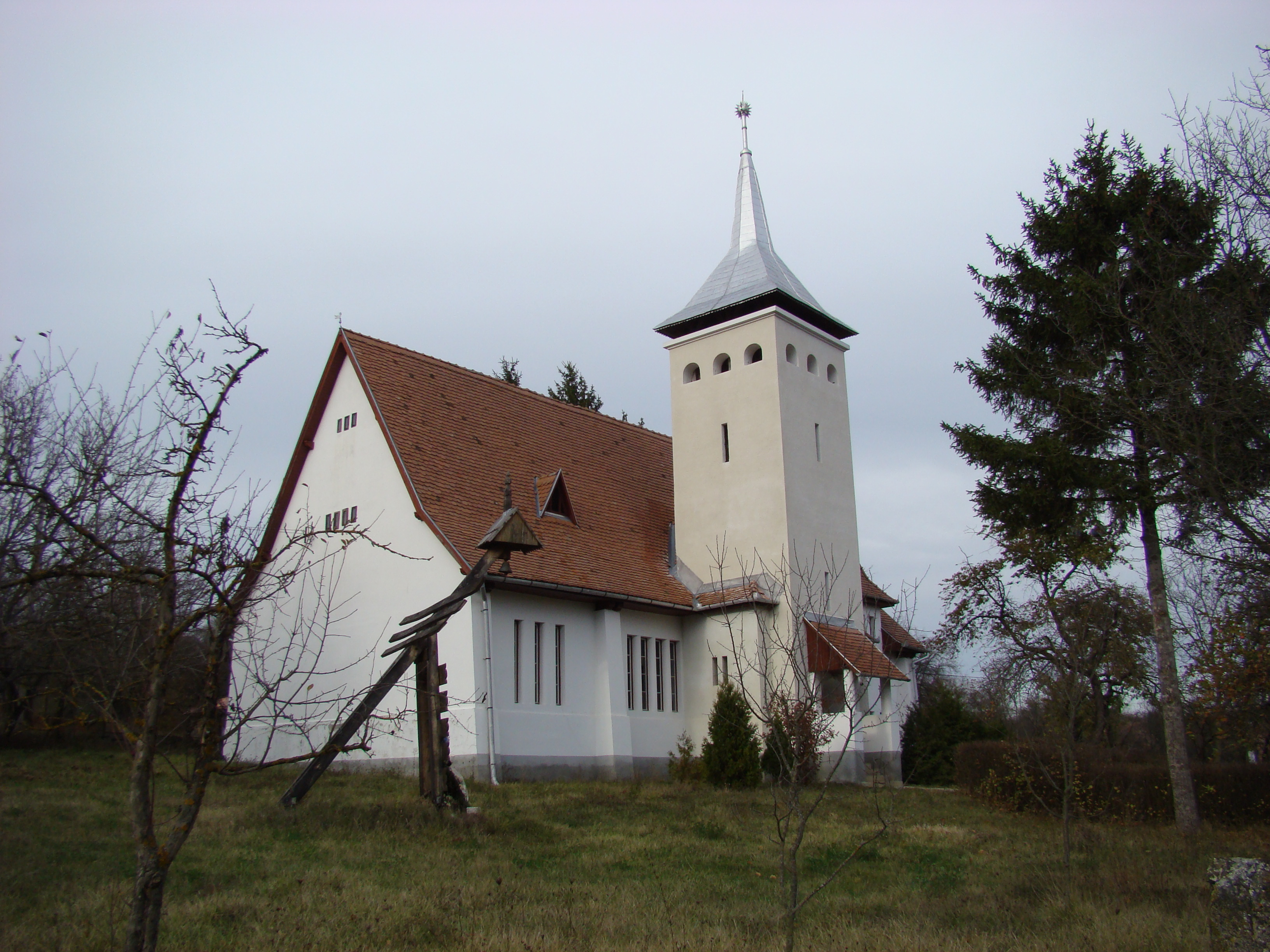

Biserica reformată din Păingeni